# 1959 في جمهورية أيرلندا
فيما يلي قوائم الأحداث التي وقعت خلال عام 1959 في جمهورية أيرلندا.

## سياسة

### تعيين في المنصب
- 21 مارس – جيمس ديلون زعيم فاين جايل [الإنجليزية]‏،زعيم المعارضة [الإنجليزية]‏.
- 23 يونيو – جاك لينش وزير الأشغال والمشاريع والابتكار [الإنجليزية]‏.
- 25 يونيو – إيمون دي فاليرا قائمة رؤساء أيرلندا.

### انتهاء فترة المنصب
- 21 مارس – ريتشارد ملكاهي زعيم فاين جايل [الإنجليزية]‏.
- 1 يونيو – إيمون دي فاليرا نائب دييل،نائب دييل، تاوسيتش، زعيم  فيانا فايل [الإنجليزية]‏.
- 23 يونيو – جاك لينش وزير التربية والمهارات [الإنجليزية]‏.
- 24 يونيو – شون ت أوكيلي قائمة رؤساء أيرلندا.
- 23 يوليو – أرسكين تشايلدرز هاميلتون Minister for the Environment, Climate and Communications [الإنجليزية]‏.

## مواليد

### نوفمبر
- 7 نوفمبر – جون أندرسون لاعب كرة قدم أيرلندي.
- 28 نوفمبر – ستيفن روش درّاج طريق أيرلندي.

### ديسمبر
- 20 ديسمبر – باتريك ووكر لاعب كرة قدم أيرلندي.

## وفيات

### فبراير
- 27 فبراير – باتريك أكنيل (مواليد 1887)